# Boukadir
Boukadir (arabiska: بوقادير) är en ort i Algeriet.   Den ligger i provinsen Chlef, i den norra delen av landet, 190 km väster om huvudstaden Alger. Boukadir ligger 79 meter över havet och antalet invånare är 26 662.

## Terräng och klimat
Terrängen runt Boukadir är platt åt nordväst, men åt sydost är den kuperad.Runt Boukadir är det ganska tätbefolkat, med 207 invånare per kvadratkilometer. Närmaste större samhälle är Ech Chettia, 18,5 km nordost om Boukadir. Trakten runt Boukadir består till största delen av jordbruksmark.